# Transacción (derecho)
Transacción es, en derecho, un contrato bilateral, por el cual las partes, haciéndose concesiones recíprocas, extinguen obligaciones litigiosas o dudosas. 

## Etimología
El término Transacción, proviene del latín transactio, -nis, de donde se deriva el verbo transigo, transigere, que significa transigir, esto es "consentir en parte con lo que no se cree justo, razonable o verdadero, a fin de acabar con una diferencia". 

## Características
Es una forma de obligación, y se diferencia de la novación en que es un acto jurídico bilateral mientras que esta última es unilateral y está a cargo del acreedor.
La transacción puede ser realizada con el fin de terminar con un litigio o evitar darle comienzo. En el caso de que la transacción sea hecha durante el curso de un litigio, debe ser hecha ante el juez de la causa para tener validez.
En el caso de incumplimiento del deber, quien exige la obligación derivada del contrato tiene la posibilidad de lograr un acuerdo con la parte deudora si cada una cede a la otra una parte de sus derechos en litigio. Es decir, que cada una de las partes le cede derechos a la otra.
Es una forma anormal de terminación del proceso por medio de un acuerdo de las partes. En la transacción se extingue la obligación por el pago. El pago puede ser en dinero o mediante un objeto.
La transacción constituye, en todo caso, título ejecutivo. 

## Regulación por países

### Argentina
El artículo 1641 del Código Civil y Comercial de la Nación Argentina lo define de la siguiente manera:

La transacción es un contrato por el cual las partes, para evitar un litigio o ponerle fin, haciéndose concesiones reciprocas, extinguen obligaciones dudosas o litigiosas.

### España
El artículo 1809 del Código Civil español lo define de la siguiente manera:

La transacción es un contrato por el cual las partes, dando, prometiendo o reteniendo cada una alguna cosa, evitan la provocación de un pleito o ponen término al que había comenzado.

### Chile
El artículo 2446 del Código Civil chileno la define como:

La transacción es un contrato en que las partes terminan extrajudicialmente un litigio pendiente, o precaven un litigio eventual. No es transacción el acto que sólo consiste en la renuncia de un derecho que no se disputa.

### México
El artículo 2944 del Código Civil Federal lo define de la siguiente manera:

La transacción es un contrato por el cual las partes haciéndose recíprocas concesiones, terminan una controversia presente o previenen una futura.

## Aplicación en la mediación
La transacción tiene una doble naturaleza, pues es tanto un acto procesal como negocio jurídico material. El fin de este acuerdo es alcanzar una solución amistosa para un procedimiento judicial que todavía está pendiente. A través del acuerdo se resuelve el litigio y por lo tanto se pierde su litispendencia.
La mediación en el contexto de un procedimiento de conciliación ante una oficina estatal ofrece a las partes la posibilidad de lograr la solución del conflicto, bajo la mediación de terceros y mediante unos criterios de evaluación neutrales de manera que todas las partes salgan beneficiadas (win-win-solution). De la transacción judicial ha de levantarse acta, que pone fin al litigio y constituye título ejecutivo.
Si finalmente se alcanza un acuerdo, la oficina de mediación lo recoge y da fe de ello mediante un contrato escrito.
El acuerdo amistoso ayuda a las partes a encontrar opciones rápidas y es una alternativa que evita un largo y costoso procedimiento judicial que a menudo tiene resultados no deseados.